# Betsy Balcombe
Lucia Elizabeth „Betsy“ Balcombe Abell (* 1802; † 29. Juni 1871 in London) war eine englische Vertraute von Napoleon Bonaparte in seinem Exil auf St. Helena.

## Leben
Betsy Balcombe wurde 1802 als zweitältestes der vier Kinder von William und Jane Balcombe geboren. Ihr Vater war Schiffsagent und Proviantlieferant für die Ostindien-Kompanie auf der im Südatlantik gelegenen Insel St. Helena. Betsy Balcombe und ihre zwei Jahre ältere Schwester Jane besuchten bis 1814 in England eine Schule und lernten dort auch Französisch. Die Familie bewohnte ein etwa 2 km vom Hauptort Jamestown entfernt gelegenes Landgut namens The Briars.
Der nach seiner Niederlage in Waterloo von den Briten auf die Insel St. Helena verbannte französische Kaiser Napoleon Bonaparte traf dort am 17. Oktober 1815 ein. Da sein Domizil Longwood House noch nicht bezugsfertig war, bewohnte er bei den Balcombes auf The Briars einen Pavillon. In den zwei Monaten, die Napoleon hier verbrachte, verlor die 13-jährige Betsy Balcombe ihre Furcht vor dem Franzosen und freundete sich mit ihm an. Beide verband ihr Sinn für Humor. Als sie zum Spaß Napoleon mit einem Säbel bedrohte, machte diese Episode in Europa Schlagzeilen. Napoleons Höflinge und Diener ärgerten sich über die junge Engländerin. Waren sie gehalten, Napoleon mit Eure Majestät anzureden, nannte ihn Betsy Balcombe respektlos Boney.
Nach seinem Umzug nach Longwood House besuchte sie den Kaiser häufig. Die europäische Presse, der diese Freundschaft nicht verborgen blieb, witterte ein amouröses Verhältnis zwischen dem Mittvierziger und dem Teenager. Im März 1818 verließen die Balcombes angeblich der angeschlagenen Gesundheit von Betsy’s Mutter wegen St. Helena Richtung England. Der wahre Hintergrund liegt in den guten Beziehungen zwischen den Balcombes und Napoleon. Der englische Gouverneur Hudson Lowe verdächtigte sie, geheime Botschaften des Kaisers aus Longwood House herauszuschmuggeln.
Im Mai 1821 verheiratete Betsy Balcombe sich mit Edward Abell und wurde Mutter einer Tochter. Die Ehe war nicht glücklich und scheiterte. Mit Musikunterricht verdiente sie für sich und ihr Kind den Unterhalt. In den 1830er Jahren lebte sie bei ihrer Familie in New South Wales, kehrte jedoch zurück und lebte zeitweilig in Frankreich. Zeitlebens stand Betsy Balcombe mit der Familie Bonaparte in Verbindung. Im Jahr 1830 besuchte Joseph Bonaparte sie in London und schenkte ihr einen Kameering. Napoleons Neffe, Kaiser Napoleon III. schenkte Betsy Balcombe zum Dank für den freundschaftlichen Dienst, den sie seinem Onkel erwiesen hatte, ein 500 Hektar großes Weingut in Algerien. Über ihre Zeit auf St. Helena verfasste sie eine Autobiografie. 1871 starb Betsy Balcombe im Alter von 69 Jahren in London und wurde auf dem Kensal Green Cemetery beerdigt.
Betsy Balcombes Großnichte, die australische Schriftstellerin Mabel Brookes, erwarb das Landgut The Briars und machte es in Erinnerung der Bindungen ihrer Familie zu Napoleon Bonaparte der Französischen Nation zum Geschenk.

## Verfilmung
- In dem 2003 im ZDF ausgestrahlten Historien-Vierteiler Napoleon berichtet Napoleon seiner jugendlichen Vertrauten Betsy, dargestellt von Tamsin Egerton, seine Lebensgeschichte.
- Der englisch-französische Spielfilm Monsieur N. aus dem Jahr 2003 spielt während des Exils von Napoleon auf St. Helena. In diesem fiktiv angelegten Film wird Betsy Balcombe von Siobhan Hewlett dargestellt.